# Sgat Mòr
Sgat Mòr est une île du Royaume-Uni située en Écosse.